# 673 Edda
673 Edda este un asteroid din centura principală, descoperit pe 20 septembrie 1908, de Joel Metcalf.